# Anoectangium afrocompactum
Anoectangium afrocompactum är en bladmossart som beskrevs av C. Müller och Per Karl Hjalmar Dusén 1896. Anoectangium afrocompactum ingår i släktet Anoectangium och familjen Pottiaceae. Inga underarter finns listade i Catalogue of Life.